# 명인중학교 (경북)
명인중학교(明仁中學校)는 대한민국 경상북도 성주군 선남면 도성리에 있는 사립 중학교이다.

## 학교 연혁
- 1969년 11월 18일 : 학교법인 명인학원 인가
- 1969년 12월 30일 : 명인중학교 설립 인가
- 1970년 5월 13일 : 명인중학교 개교
- 1971년 3월 5일 : 초대 교장 박재준 취임
- 1999년 2월 1일 : 멀티미디어실 설치
- 1999년 8월 1일 : 급식소 신축
- 2010년 3월 1일 : 자율학교 지정 (2010.03.01~2013.02.28)
- 2010년 8월 30일 : 학생생활관(기숙사) 준공
- 2012년 5월 1일 : 다목적 강당 준공
- 2021년 3월 2일 : 제4대 교장 백경애 취임
- 2023년 3월 1일 : 행복학교 운영 지정
- 2023년 3월 2일 : 사랑관 여학생 기숙사(10실) 준공
- 2023년 12월 28일 : 중학교 제52회 졸업식(4,420명)
- 2024년 3월 29일 : 태권도부 창단(11명)

## 참고 자료
- 명인중학교 - 한국교육학술정보원 학교알리미